# USS Princeton (CVL-23)
USS Princeton (CVL-23) byla lehká letadlová loď Námořnictva Spojených států, která působila ve službě v letech 1943–1944. Jednalo se o druhou jednotku třídy Independence.
Loď byla objednána jako lehký křižník třídy Cleveland USS Tallahassee (CL-61). Její stavba byla zahájena 2. června 1941 v loděnici New York Naval Shipyard v New Yorku, v březnu 1942 však došlo ke změně objednávky a z budoucího křižníku Tallahassee se stala letadlová loď Princeton s označením CV-23. K jejímu spuštění na vodu došlo 18. října 1942, do služby byla zařazena 25. února 1943 a v červenci toho roku byla překlasifikována na lehkou letadlovou loď CVL-23. Od roku 1943 se účastnila operací druhé světové války v Tichém oceánu, včetně bitvy ve Filipínském moři. V bitvě u Leyte byla 24. října 1944 zasažena útokem japonských střemhlavých bombardérů Jokosuka D4Y. Poškození jejího trupu nebylo sice velké, na její palubě ovšem vypukl rychle se šířící požár, který se snažily uhasit okolní lodě. Ty však byly při dalších explozích pum umístěných v muničních skladech Princetonu poškozeny (lehký křižník USS Birmingham (CL-62) při tom ztratil 233 mužů posádky), takže nakonec musela být potopena torpédy z křižníku USS Reno (CL-96). Ztráty posádky Princetonu činily 108 mužů, ostatních 1361 členů bylo zachráněno okolními loděmi.